# Schreibschriften

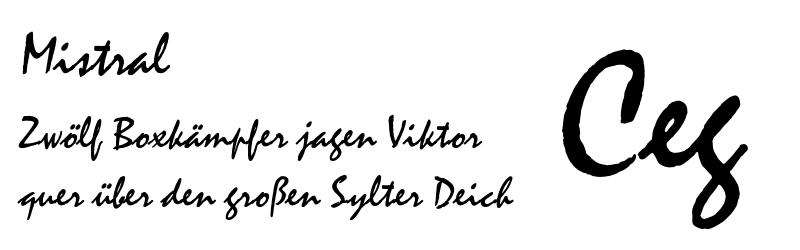
Beispiel: Mistral

Beispiel: Zapfino

Beispiel: Wiesbaden Swing

Schreibschriften ist in der Typografie eine Bezeichnung für eine Schriftklasse nach DIN 16518. Schreibschriften gehören zu den Zierschriften.
Im Laufe der Zeit entstanden immer wieder Satzschriften, die den Charakter einer Schreibschrift (Kursive) simulieren, meistens einer lateinischen Schreibschrift. Die Buchstaben eines Wortes müssen dabei nicht zwingend verbunden sein, es genügt, wenn durch Innenligaturen der Charakter einer Handschrift gegeben ist. Im Englischen werden die Schreibschriften in formal scripts (formale Schreibschriften) und casual scripts (informelle Schreibschriften) weiter untergliedert.
Bekannte Vertreter sind: Brush Script, FF Hands, Künstler Script, Mistral, Wiesbaden Swing und Zapfino.

## Herausforderungen bei der Gestaltung
Trotz der Bemühungen waren die Buchstaben bisher sehr regelmäßig. Die Variation der Buchstabenformen, die eine Schreibschrift unweigerlich mit sich bringt, konnte nur schwer umgesetzt werden. Bei verbundenen Schreibschriften mussten zudem die Formen sorgfältig überarbeitet werden, um die Schreiblinie an den Buchstabenein- und -ausgängen nicht zu unterbrechen. Was früher mühsam war, wird inzwischen dank OpenType-Technologie durch automatische Variation und Formenangleichung bei der Anwendung wesentlich erleichtert. Dies macht allerdings einen erhöhten Aufwand in der Gestaltung und Aufbereitung der Schriften notwendig.